# Nationaldivisioun 2018/19
De Luxemburgse Nationaldivisioun was het 105de seizoen in het topvoetbal van Luxemburg. Het seizoen begon op 5 augustus 2018 en werd besloten op 19 mei 2019. F91 Dudelange was de verdedigend kampioen van vorig seizoen.

## Seizoensbegin
Aan het begin van het seizoen waren er 118 spelers vertrokken uit de competitie en 121 spelers bij de deelnemende clubs binnen gekomen. Twee spectaculaire transfers werd gedaan door F91 Differdange met het aantrekken van de Servische international Milan Biševac en de voormalig Duits jeugdinternational Marc-André Kruska, afkomstig van FC Metz.
De teams Differdange, Rosport, Bad Mondorf en Strassen begonnen het seizoen met nieuwe trainers.

## Eindstand
|     | Club                | WG | W  | G | V  | DV | DT | +/- | P  |                                   |
| --- | ------------------- | -- | -- | - | -- | -- | -- | --- | -- | --------------------------------- |
| 1.  | F91 Dudelange       | 26 | 18 | 5 | 3  | 72 | 33 | +39 | 59 | Kwalificatie Champions League     |
| 2.  | Fola Esch           | 26 | 15 | 5 | 6  | 65 | 28 | +37 | 50 | Kwalificatie Europa League        |
| 3.  | Jeunesse Esch       | 26 | 14 | 6 | 6  | 46 | 30 | +16 | 48 | Kwalificatie Europa League        |
| 4.  | Progrès Niedercorn  | 26 | 13 | 5 | 8  | 45 | 35 | +10 | 44 | Kwalificatie Europa League        |
| 5.  | FC Differdange 03   | 26 | 13 | 5 | 8  | 35 | 33 | +2  | 44 |                                   |
| 6.  | Racing FC           | 26 | 11 | 6 | 9  | 42 | 31 | +11 | 39 |                                   |
| 7.  | UNA Strassen        | 26 | 12 | 3 | 11 | 46 | 43 | +3  | 39 |                                   |
| 8.  | Union Titus Pétange | 26 | 11 | 4 | 11 | 38 | 43 | -5  | 37 |                                   |
| 9.  | US Mondorf          | 26 | 10 | 5 | 11 | 39 | 39 | 0   | 35 |                                   |
| 10. | Etzella Ettelbruck  | 26 | 7  | 7 | 12 | 31 | 44 | -13 | 28 |                                   |
| 11. | Victoria Rosport    | 26 | 7  | 7 | 12 | 33 | 49 | -16 | 28 |                                   |
| 12. | US Hostert          | 26 | 7  | 4 | 15 | 37 | 58 | -21 | 25 | Degradatie play-off               |
| 13. | RM Hamm Benfica     | 26 | 5  | 4 | 17 | 29 | 50 | -21 | 19 | Degradatie naar de Éirepromotioun |
| 14. | US Rumelange        | 26 | 4  | 4 | 18 | 34 | 76 | -42 | 16 | Degradatie naar de Éirepromotioun |

## Play-offs

### Promotie/degradatie
|                   |            |     |                  |                                                                             |
| 24 mei 2019 20:00 | US Hostert | 2-0 | Swift Hesperange | Stade rue Henri Dunant Toeschouwers: 2,058 Scheidsrechter: Ivo Torres Rocha |
| 24 mei 2019 20:00 |            |     |                  | Stade rue Henri Dunant Toeschouwers: 2,058 Scheidsrechter: Ivo Torres Rocha |

### Topscorer
| N | Speler        | Club          | Goals | Duels | Gem |
| - | ------------- | ------------- | ----- | ----- | --- |
| 1 | Samir Hadji   | Fola Esch     | 23    |       |     |
| 2 | Mickaël Jager | UNA Strassen  | 14    |       |     |
|   | David Turpel  | F91 Dudelange | 14    |       |     |